# NGC 2207 e IC 2163
NGC 2207 e IC 2163 são um par de galáxias a uma distância entre  34 e 129 milhões de anos-luz, na direção da constelação de Canis Major. As duas galáxias foram descobertas por John Herschel em 1835. Mesmo distante, foram observadas três supernovas em NGC 2207 (SN 1975A, SN 1999ec e SN 2003H). NGC 2207 e IC 2163 estão em processo de maré gravitacional (Na imagem ao lado NGC 2207 é galáxia maior e, IC 2163 é a menor; e IC 2163 é aproximadmante do tamanho da Via Láctea!).
Em novembro de 1999, o Telescópio Espacial Hubble observou estas galáxias.
Em abril de 2006, o Telescópio Espacial Spitzer também observou estas galáxias (A imagem está mostrada abaixo).

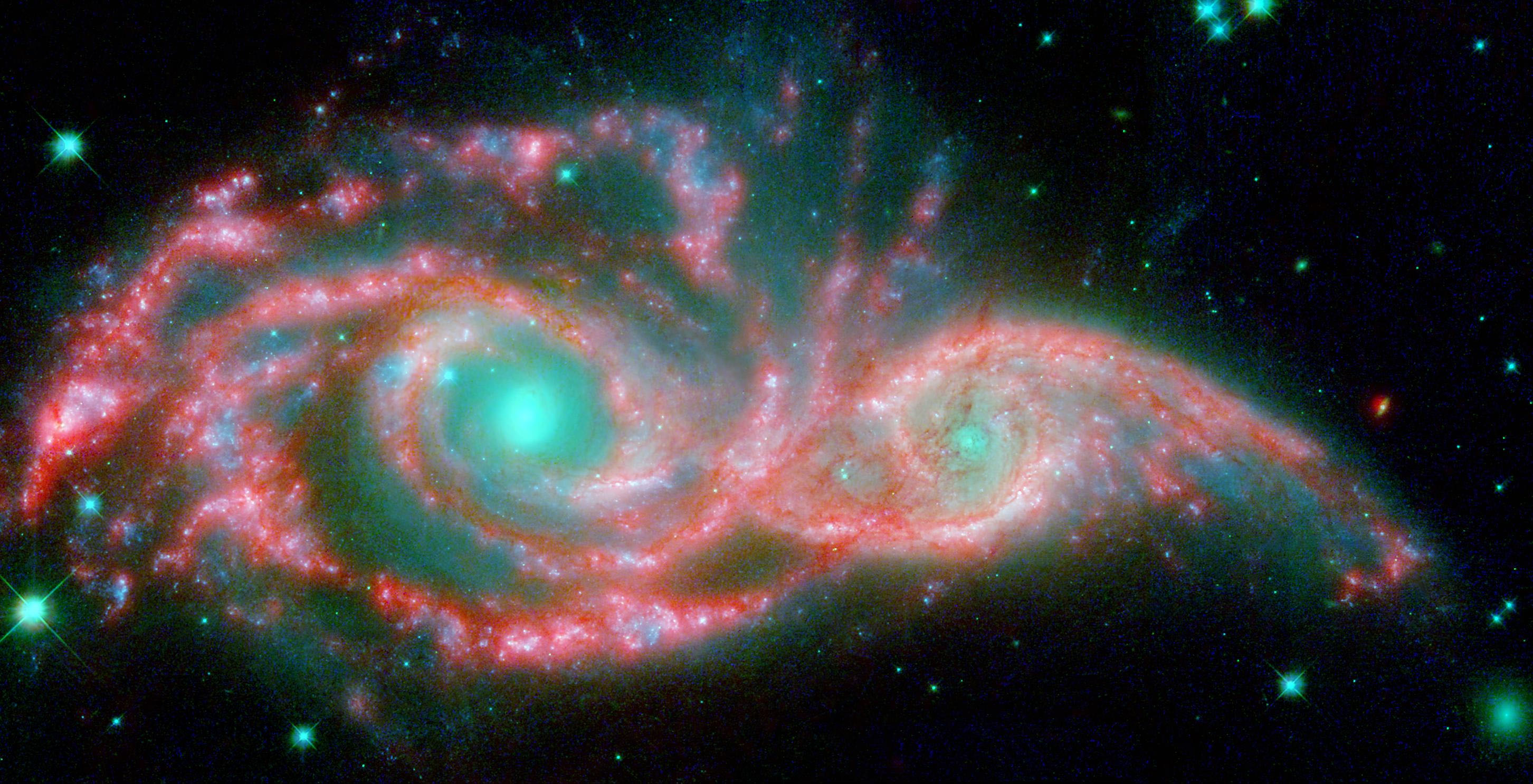
Uma imagem de infravermelho do Telescópio Espacial Spitzer das galáxias NGC 2207 e IC 2163. Crédito: NASA/JPL.

## Fusão das galáxias
NGC 2207 está em processo de colisão e fusão com IC 2163. Igual as Galáxias Antena ou as Galáxias Camundongos; elas são duas galáxias espirais. Elas são raras nas primeiras fases de colisão e fusão. Em breve elas vão colidir parecendo um pouco com as galáxias Camundongo. Com o resultado da colisão e fusão, em alguns bilhões de anos elas irão formar uma grande galáxia elíptica.